# 11288 Okunohosomichi
11288 Okunohosomichi è un asteroide della fascia principale. Scoperto nel 1990, presenta un'orbita caratterizzata da un semiasse maggiore pari a 2,9977245 UA e da un'eccentricità di 0,1166673, inclinata di 10,76845° rispetto all'eclittica.